# Murine
Murine is een plaats in de gemeente Umag in de Kroatische provincie Istrië. De plaats telt 630 inwoners (2001).